# Commersonia erythrogyna
Commersonia erythrogyna är en malvaväxtart som beskrevs av C.F.Wilkins. Commersonia erythrogyna ingår i släktet Commersonia och familjen malvaväxter. Inga underarter finns listade i Catalogue of Life.